# Христо Бонев
Христо Атанасов Бонев, популярен още като Зума, е бивш български футболист, легендарен състезател на националния отбор и треньор. Той е трикратен носител на отличието Футболист №1 на България през 1969, 1972 и 1973 г., признат е за футболист №1 на Пловдив за ХХ век и заема трето място в анкетата за най-добър футболист на България за 20 век. Христо Бонев е голмайстор №2 в историята на националния отбор на България с 48 гола. Държи също рекордите за най-много изиграни мачове и най-много отбелязани голове за Локомотив (Пловдив), почетен президент и легенда на клуба.

## Биография
Роден е на 3 февруари 1947 г. в Пловдив. Женен за Ема Бонева от 14 февруари 1967 г. Има две деца - Радостин и Божидар. 
На 15 януари 2017 г. Бонев получава инфаркт, от който се възстановява успешно.

## Кариера

### Кариера като футболист
Христо Бонев е възпитаник на школата на Локомотив (Пловдив). Играл е като полузащитник за Локомотив в периодите (1963 – 1967, 1968 – 1979 и 1982 – 1984), ЦСКА София (1967 – 1968) и АЕК (Гърция) (1980 – 1982). Носител на Купата на Съветската армия през 1983 г., Вицешампион през 1973 г. и Бронзов медалист през 1969 и 1974 г. с Локомотив Пловдив. Вицешампион с ЦСКА София през 1968 г.
Христо Бонев е единствения у нас играч от извънстоличен отбор, избиран три пъти за Футболист №1 на България през 1969, 1972 и 1973г. Избран е също за футболист  №1 на Пловдив за ХХ век. Носител на Kупата за индивидуално спортсменство през 1976 г. и Заслужил майстор на спорта от 1967 г. Включен е в идеалния отбор на 30-десетилетието (1944 – 1974) г. Един от най-големите български футболисти за всички времена, заема трето място в анкетата на вестник Нощен труд за най-добър футболист на България за 20 век. Бонев попада четири пъти в ТОП 20 на класацията за Златната топка на „Франс Футбол“ през 1972, 1973, 1974 и 1975 г. като заема съответно 11, 12, 15 и 17 място.
Рекордьор по изиграни мачове и отбелязани голове в А група за родния си Локомотив (Пловдив) с 404 мача и 180 гола. За ЦСКА София има изиграни 6 мача и 5 отбелязани гола. За Купата на УЕФА има 14 мача и 6 гола за Локомотив (Пловдив).
За националния отбор на България дебютира на 22 март 1967 г. срещу ФРГ 0:1 в Хановер, а последния му мач е на 25 април 1979 г. срещу Аржентина 1:2 в Буенос Айрес (автор на гола). Общо има 98 мача (на трето място), в които 42 пъти е капитан (на трето място) и е отбелязал 48 гола  (на второ място) за националния отбор. Участва на СП-1970 в Мексико (играе в 3 мача и вкарва 1 гол срещу Перу) и на СП-1974 във ФРГ (играе в 3 мача и вкарва 1 гол срещу Уругвай). Първият български футболист, който отбелязва голове на две Световни първенства /СП-1970 и СП-1974/. Участва също на ЕП-1968 в Италия, където националния отбор постига най-големия си успех в турнира - 5 място.
Играта му се отличава с перфектна техника в движение, дрибъл, пас и отличен удар. Той е майстор на свободните удари. Неповторим организатор и мотор в действията на отбора.
Бенефисът на Христо Бонев е на 16 септември 1984 г. в Пловдив, когато на препълненият стадион „9-ти септември“ идват редица звезди на световният футбол като Боби Мур, Волфганг Оверат, Ян Томашевски, Зигфрид Шолтишик, Ференц Бене, Мирча Луческу, а треньори са Щефан Ковач и Райко Митич. Гост е също и Лев Яшин. Това е първият български футболист, в чиято чест се организира подобен международен бенефисен мач. На 27 май 1971 г. Бонев участва в прощалния мач на легендарния съветски вратар Лев Яшин като част от сборния отбор на Европа.

### Кариера като треньор
Христо Бонев завършва ВИФ и треньорската школа в Кьолн. След приключване на активна състезателна дейност става старши треньор на Локомотив (Пловдив) и помощник-треньор в националния отбор през 1987 – 1988 г. В периода 1988 - 1990 г. поема ръководството на гръцкия гранд Панатинайкос и го извежда до шампионската титла на Гърция през сезон 1989/1990. След това ръководи отборите на Лариса от 1990 до 1993 г., Йоникос през 1993 – 1994 г. като завършва първи в Гръцката Втора лига и печели промоция за елита.  От 1994 до 1996 г. постига успехи и с тима на Апоел Никозия (Кипър) като печели Националната купа през 1995 и 1996 г. и и извежда тима до Шампионската титла през 1996 г.
От 1996 до 1998 г. е начело на националния отбор на България като го класира за СП-1998 във Франция, което остава и последното участие на националния ни тим на Световно първенство по футбол. От 1997 до 1998 г. е и треньор на Локомотив (София). През 2000 г. застава начело на германския Заксен Лайпциг. За последно е старши треньор на родния си Локомотив (Пловдив) през 2010 г.
Изпълнява ролята главен мениджър в Локомотив (Пловдив) в периода 2003 - 2005 г. и спортно-технически директор през сезон 2006 - 2007 г. На 9 април 2009 г. е удостоен с титлата „почетен президент“ на Локомотив (Пловдив).

## Успехи

### Като футболист
България
- Четвъртфинал и 5-то място на Европейско първенство по футбол – 1968
- Участник на две Световни първенства по футбол – 1970 и 1974

Локомотив Пловдив
- Купа на Съветската армия (1 път) - 1982/83
- Вицешампион (1 път) – 1972/73
- Бронзов медалист (2 пъти) – 1968/69, 1973/74

ЦСКА София
- Вицешампион (1 път) – 1967/68

Индивидуални постижения
- Футболист №1 на България (3 пъти) – 1969, 1972, 1973
- Спортсмен №1 на България (1 път) – 1976
- Заслужил майстор на спорта – 1967
- Футболист №1 на Пловдив за ХХ век
- Футболист №3 в класацията за Най-добър футболист на България за XX век - 1999

### Като треньор
България
- Класира националния отбор за СП-1998

Локомотив Пловдив
- Печели промоция за А група (1 път) – 1984/85

Панатинайкос
- Шампион на Гърция (1 път) – 1989/90

Йоникос
- Шампион на Гръцката Втора дивизия (1 път) – 1993/94

Апоел Никозия
- Шампион на Кипър (1 път) – 1995/96
- Носител на Купата на Кипър (2 пъти) – 1994/95, 1995/96

Индивидуални постижения
- Треньор №1 на Гърция – 1989/90
- Треньор №1 на Кипър – 1995/96

### Други индивидуални отличия
- Орден „Стара планина“ I степен - 2007 [8]
- „Почетен гражданин на град Пловдив“ - 1997
- „Доктор Хонорис Кауза” на Пловдивския университет - 2007 [9]

## Интересни факти
- Първият му треньор в детския отбор на Локомотив (Пловдив) е Димитър Григоров.
- Прякорът му Зума е измислен от брат му, който все му казвал: „Стой мирен, ти си като бръмбарчето Зум“. И оттам всички връстници започнали да го наричат така.
- Дебютира в А група на 5 юни 1965 година с екипа на родния си Локомотив (Пловдив) в мач срещу Ботев (Враца) – 2:0.
- На 10 април 1966 година бележи първия си гол с черно-бялата фланелка на мача Спартак (Вн) – Локомотив (Пд) 0:1.
- На 14 февруари 1967 се жени за жената, с която е и до днес  – Ема.
- През 1967 е арестуван от военните, закаран с джип до София и принуден да играе за ЦСКА. С червената фланелка има 6 мача и 5 гола в А група. Записва и участие в едно вечно дерби, завършило при резултат 1:1.
- В 10 сезона от своята кариера е играчът, вкарал най-много голове за Локомотив Пловдив.
- Водещ голмайстор е на България в световните квалификации за Мондиал 70 – с 4 гола (толкова има и Георги Аспарухов) и на Мондиал 74 със 7 гола.
- Първият си гол за националния отбор бележи на 9 октомври 1968 година в мача Турция – България 0:2.
- Бонев е единственият футболист играещ в провинцията, който цели 8 години е бил капитан на националния отбор.
- Вкарал е 10 гола от дузпи за националния отбор, като повече попадения от бялата точка има единствено Христо Стоичков – 14.
- С националната фланелка най-често се е разписвал срещу Кипър и Северна Корея – по 5 пъти.
- Сезон 1972/1973, когато с Локомотив (Пд) става Вицешампион е най-резултатният в кариерата му – бележи 28 гола.
- Ювентус и Космос (Ню Йорк) са сред чуждестранните отбори, желали Зума в своите редици.
- Христо Бонев е първият, който разчупва забраната за наши футболисти да излизат на Запад по времето на Социализма. През 1980 г. АЕК Атина плаща за него 150 000 долара.
- Единственото му изгонване от терена е на 3 май 1969 година в мача Берое – Локомотив (Пд) 3:2. Отстранява го съдията Ангел Гергинов.
- На 15 октомври 1983 година изиграва последния си мач в елита за родния си Локомотив (Пд), които правят 0:0 с Черно море на стадион „Девети семтември“.
- Последния си гол бележи на 18 септември 1983 година в срещата Локомотив (Пд) – Ботев (Вр) 1:1.
- На 29 октомври 1983 година записва първия си двубой като треньор на Локомотив (Пловдив) като гост на Сливен и прави 2:2.
- Официално слага край на кариерата си на 16 септември 1984 година с прекрасен бенефис на стадион „Девети септември“.
- На бенефиса му идват много големи имена, включително и двама световни шампиони – Боби Мур и Волфганг Оверат.
- Избран е за Футболист №1 на Пловдив за 20 век.
- Избран е за треньор №1 на сезона в Гърция през сезон 1989/1990г.
- Пак като наставник има национална купа, а след това и златен дубъл на Кипър с АПОЕЛ (Никозия) през 1996 г.
- През лятото на 1996 г., когато като треньор на АПОЕЛ празнувал титлата в таверна в Никозия, получил предложение от собствениците за професионален договор като певец. Поискали да го наемат да пее всяка вечер, след като изпълнил на гръцки култовия хит „Барба Яни“ на Стелиос Казанцидис.
- Христо Бонев е последният селекционер, класирал България на световно първенство през 1998 г.
- Фолк певицата Кали посвети на него и на националния отбор песента „Наш`та система 4-4-2“, в чийто припев се пее „Зума има тежката дума“.
- През 1996 г. Христо Стоичков бойкотира националния отбор, воден от Зума, и го нарича „Господин Никой“. След това през 1997 година Камата се разкайва и иска прошка от Христо Бонев, придружена с букет цветя за съпругата му Ема.
- В последните два кръга на сезон 2009/2010 е назначен на пожар за треньор на Локомотив (Пд) и с две победи над Славия и Локомотив (Сф) спасява родния си тим от изпадане.
- При спечелването на Купата на Съветската армия през 1983 г. получава от признателен фен 13-килограмов сом.
- Вкарал е голове на четири от шестте отбора, срещу които е играл с Локомотив (Пловдив) в Европа. Не се е разписвал само срещу Слиема Уондърърс и ПАОК (Солун).
- Най-много отблязани голове в А група има срещу Локомотив (София) - 13, ЦСКА София - 12. Срещу Левски и Ботев (Пловдив) се е разписвал по 6 пъти.
- Класиран на трето място в анкетата Футболист на века в България след Георги Аспарухов-Гунди и Христо Стоичков.
- 28 от головете му в А група са от преки свободни удари.
- Участник в прощалния мач на Лев Яшин в Москва през 1970 година.
- След последния му мач в националния отбор, в който вкарва гол на актуалния световен шампион Аржентина, получава предложение от Бока Хуниорс. Шефът на Бока оставя на масата чек за 2 милиона долара и казва на Бонев: „Твой е, ако останеш и играеш за нас през следващите 2 години. А след 2 седмици жената и децата ти ще бъдат тук“. От страх Бонев да не избяга, ченге от Държавна сигурност спи до него в стаята му.